# Barbara Pauli

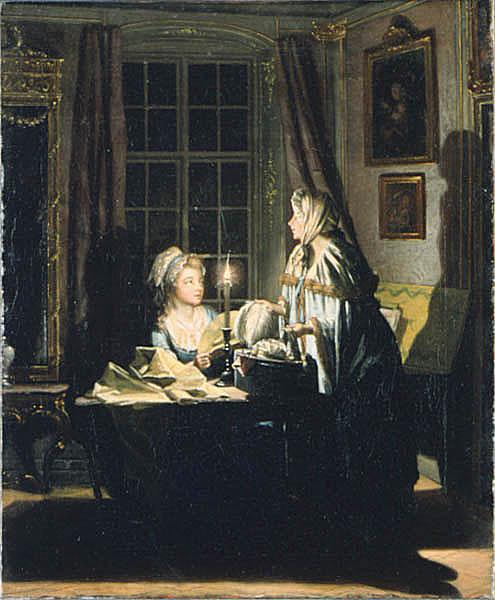
Pehr Hilleström: Modehandlerska. Illustration av en modehandlare under samma tidsperiod Barbara Pauli var verksam.

Barbara Suzanne Pauli, född 1752 eller 1753, var svensk entreprenör och modehandlare. Hon beskrivs som den mest välkända inom sitt yrke i Stockholm under den gustavianska tiden.

## Biografi
Barbara Pauli angavs vara av franskt ursprung och dotter till hovjuveleraren Pierre Pauli. Hon anges år 1770 som 18 år gammal och 1780 som 27, och bör ha varit född 1752 eller 1753. 
Hon fick i oktober 1775 kungligt tillstånd att bedriva en modehandel för tillverkning och försäljning av "allehanda fruntimmers-grannlåt och hufvudbonader". Företaget var inte okontroversiellt och mötte motstånd från Siden- och klädeskramhandels-societeten i Stockholm. Tillståndet gavs av kungen trots skråets protester. Att kvinnor fick dessa dispenser från kungen, Kommerskollegium eller Handelskollegium mot skrånas önskan var inte ovanligt. Det var däremot ovanligt i den meningen att kvinnor normalt brukade få tillstånd att driva handel utanför skråna enbart genom att vädja till sitt behov av försörjning, medan Pauli inte angav något försörjningsbehov och drev ett kommersiellt mycket framgångsrikt företag i strid mot skråna. 
Hennes modehandel, Temple du Goût, låg vid Mynttorget. Lokalen inrymdes i fastigheten Aglaurus 1, uppfört i Västerlånggatans början vid slottsomgivningens nordvästra del för Christian Heraeus' Apotek Morianen 1679 av Tessin d.ä.; Pauli övertog sin lokal efter Hornsbergs sockerbruks magasin, och hennes modebutik låg i entréplanet bredvid en av Stockholms första konditorier, "fru Holming"s konditori, och Casimirborgs glasbruk.       
Pauli både ägde och drev sin modehandel, och hade tillstånd att var tredje månad importera och sälja franska modevaror i sin bod. Hon tillverkade också varor uppsydda efter fransk modell av flickor från Stora Barnhuset, som hon tog emot modehandels-elever, och som fungerade som hennes biträden. Det handlade om franska modeller av huvudbonader, accessoarer och andra modevaror. Officiellt sett syddes dock inga hela klädesdräkter upp, då detta skulle bryta mot skräddarskråets monopol. Hon beskrivs som Stockholms mest välkända modehandlare under sin samtid, och hennes affär som "modets högborg" i Stockholm under 1770- och 80-talen. Under år 1780 hade hon blivit så framgångsrik att endast en enda diversehandlare på Norrmalm betalade mer i skatt, och endast två av stadsdelens 36 skräddare taxerades för lika mycket.
Hon nämns i Johan Elers bok om Stockholm från år 1800, och var uppenbarligen inte längre verksam eftersom hon nämns som förutvarande innehavare av sina forna lokaler.

## Eftermäle
Barbara Pauli omnämns i bland annat i Anna Maria Lenngrens Råd i en angelägen sak från 1780, i Johan Henric Kellgrens Nyårsvers från 1781, och i första delen av Johan Elers historisk-topografiska bok Stockholm från 1800.